# Tõnu Endrekson

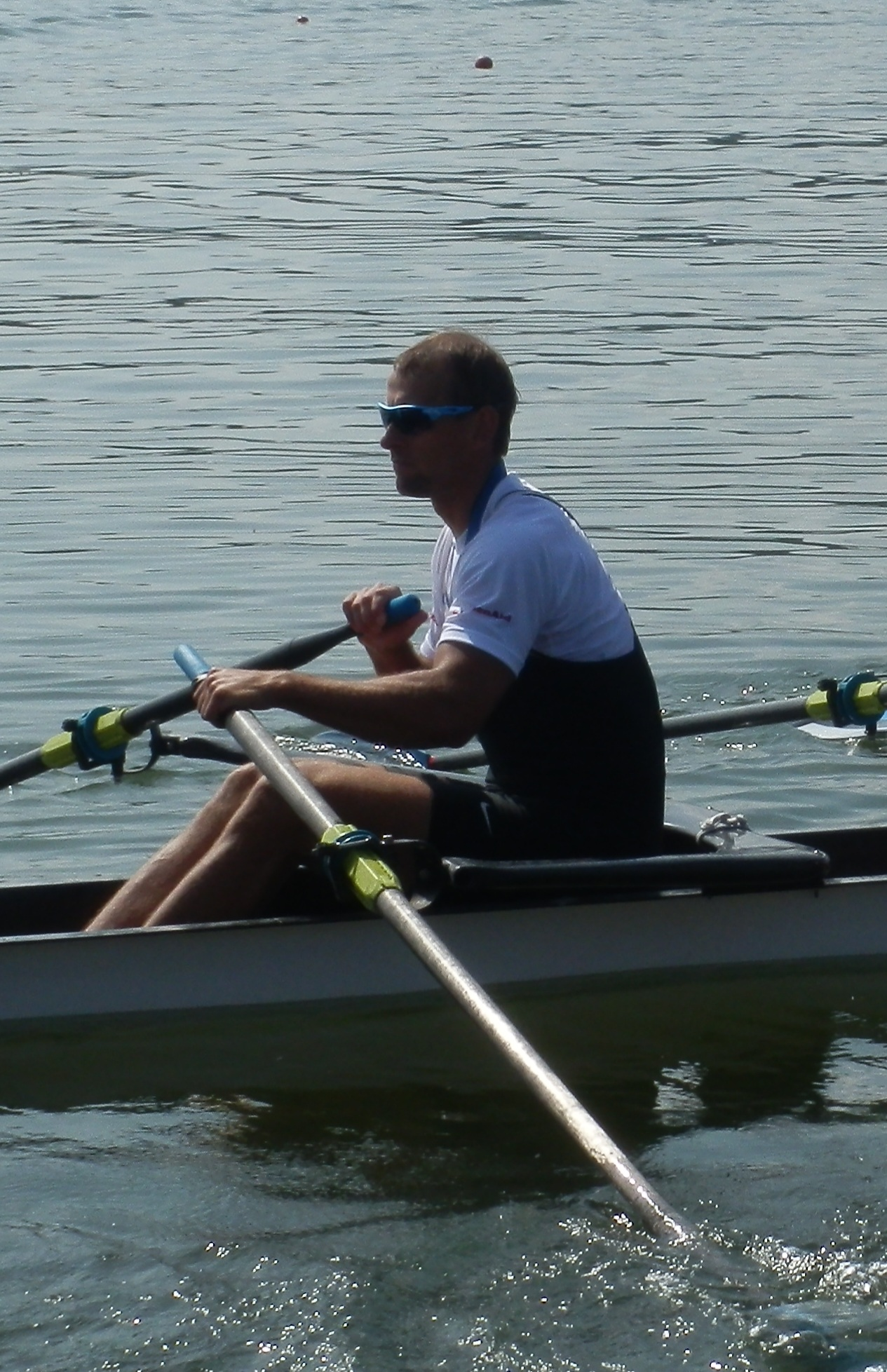
Tõnu Endrekson (2012)

Tõnu Endrekson (* 11. Juni 1979 in Pärnu) ist ein estnischer Ruderer. 

## Sportliche Erfolge
Endrekson gewann 2001 zusammen mit Leonid Gulov die Goldmedaille im Doppelzweier bei der U23-Weltregatta, die seit 2005 den Status von U23-Weltmeisterschaften hat. Im selben Jahr konnte er mit dem estnischen Doppelvierer Platz sieben bei den Weltmeisterschaften in Luzern belegen. Das gleiche Ergebnis konnte die Mannschaft 2002 und 2003 erreichen.
Bei den Olympischen Sommerspielen 2004 in Athen ruderte er wieder zusammen mit Leonid Gulov im Doppelzweier und verpasste mit Platz vier nur knapp eine olympische Medaille.
2005 startete er zusammen mit Gulov, Jüri Jaanson und Andrei Jämsä im estnischen Doppelvierer. Sie gewannen unter anderem das Weltcup-Rennen in Eton und die Bronzemedaille bei den Weltmeisterschaften in Gifu. Bei den Ruder-Weltmeisterschaften 2006 konnte die Mannschaft auch ohne Jaanson das Ergebnis bestätigen und gewann erneut die Bronzemedaille.
2007 wechselte Endrekson in den Doppelzweier an die Seite des mittlerweile 41-jährigen Jaanson. Zusammen konnten sie die Weltcup-Rennen in Luzern und Amsterdam für sich entscheiden. Bei den Ruder-Weltmeisterschaften 2007 in München gewannen sie die Bronzemedaille. Auch 2008 startete Endrekson gemeinsam mit Jaanson im Doppelzweier. Bei den Olympischen Sommerspielen 2008 in Peking konnte das Duo hinter dem australischen Boot die Silbermedaille gewinnen. Zusammen mit Jüri Jaanson, Allar Raja und Andrei Jämsä sicherte sich Tõnu Endrekson bei den Europameisterschaften 2008 in Athen die Goldmedaille im Doppelvierer. 
Nach einer wenig erfolgreichen Saison im Doppelvierer 2009, erreichte Endrekson bei den Europameisterschaften 2010 im Einer den fünften Platz, bei den Weltmeisterschaften belegte er den neunten Platz. Bei den Europameisterschaften 2011 traten Jämsä, Raja, Endrekson und Kaspar Taimsoo im Doppelvierer an und gewannen hinter dem russischen Boot die Silbermedaille im Doppelvierer. 2012 belegte das Boot in der gleichen Besetzung den vierten Platz bei den Olympischen Spielen in Eton. Kurz darauf gewann die estnische Crew den Europameistertitel. 
In den nächsten zwei Jahren erreichte Endrekson in den verschiedenen Skullbootsklassen kein großes Finale. Erst 2015 traten Jämsä, Raja, Endrekson und Taimsoo wieder gemeinsam an. Bei den Weltmeisterschaften gewannen sie die Bronzemedaille hinter den Deutschen und den Australiern. In der gleichen Besetzung siegten die Esten bei den Europameisterschaften 2016. Bei den Olympischen Spielen 2016 gewannen der estnische Doppelvierer die Bronzemedaille.
In der Saison 2017 versuchte sich Endrekson zunächst mit Allar Raja im Doppelzweier, die Kombination war jedoch nicht erfolgreich und verpasste den Finaleinzug bei den Europameisterschaften in Tschechien. Mit Raja stieg er danach in den Doppelvierer um, der zum Ende der Saison in der Kombination Kaur Kuslap, Allar Raja, Endrekson und Kaspar Taimsoo wieder stark ruderte und die Bronzemedaille bei den Weltmeisterschaften in Florida hinter den Auswahlen aus Litauen und Großbritannien gewann. Drei Jahre später erreichte der estnische Doppelvierer wieder ein Meisterschaftsfinale. Bei den Europameisterschaften 2020 belegten Jüri-Mikk Udam, Raja, Endrekson und Taimsoo den vierten Platz, 2021 gewannen sie die Bronzemedaille. Bei den Olympischen Spielen in Tokio belegte der estnische Doppelvierer den sechsten Rang. Während der Eröffnungsfeier war er, gemeinsam mit der Reiterin Dina Ellermann, der Fahnenträger seiner Nation.
Nach fünften Plätzen bei den Europa- und Weltmeisterschaften 2022 verpasste der estnische Doppelvierer bei den Weltmeisterschaften 2023 die direkte Olympiaqualifikation, konnte sich aber 2024 in Luzern durchsetzen. Bei den Olympischen Spielen 2024 in Paris wurde die Crew als Erste des B-Finales Siebte in der Gesamtwertung.

## Auszeichnungen
- 2004 wurde Endrekson zusammen mit Leonid Gulov zur Mannschaft des Jahres in Estland gewählt.
- 2005, 2006, 2012, 2015 und 2016 gewann er mit dem estnischen Doppelvierer die Wahl zur Mannschaft des Jahres in Estland
- 2007 und 2008 wurde er zusammen mit seinem Kollegen Jüri Jaanson zur Mannschaft des Jahres in Estland gewählt.
- 2009 Orden des weißen Sterns II. Klasse